# Great Cheverell
Great Cheverell lub Cheverell Magna – wieś i civil parish w Anglii, w hrabstwie Wiltshire. Leży 29 km na północny zachód od miasta Salisbury i 135 km na zachód od Londynu. W 2011 roku civil parish liczyła 987 mieszkańców.